# 北畑光男
北畑光男（きたばたけ みつお、1946年 - ）は、日本の詩人。村上昭夫の研究の第一人者。

## 略歴
岩手県岩泉町生まれ。埼玉県上里町在住。岩手県立盛岡農業高等学校、酪農学園大学酪農学部卒。岩手県や埼玉県の公立学校教員を務める。1976年埼玉文学賞準賞。1991年の『救沢まで』で富田砕花賞、2012年『北の蜻蛉』で丸山薫賞受賞。河邨文一郎主宰の詩誌『核』終刊まで同人であり続けた。「撃竹」「歴程」創刊同人。村上昭夫研究誌「雁の声」主宰。2014年日本現代詩人会理事長。

## 著書
- 『死火山に立つ 北畑光男詩集』北書房 1972
- 『とべない螢』地球社 1978
- 『足うらの冬 北畑光男詩集』石文館 1983
- 『飢饉考 北畑光男詩集』(核双書)石文館 1986
- 『救沢まで』 (21世紀詩人叢書）土曜美術社 1991
- 『文明ののど 詩集』花神社 2003
- 『死はふりつもるか 詩集』花神社 2006
- 『北の蜻蛉 詩集』花神社 2011
- 『村上昭夫の宇宙哀歌 北畑光男評論集』コールサック社 2017